# Ahetze
Ahetze è un comune francese di 1 731 abitanti situato nel dipartimento dei Pirenei Atlantici nella regione della Nuova Aquitania.

## Società

### Evoluzione demografica
Abitanti censiti

## Galleria d'immagini

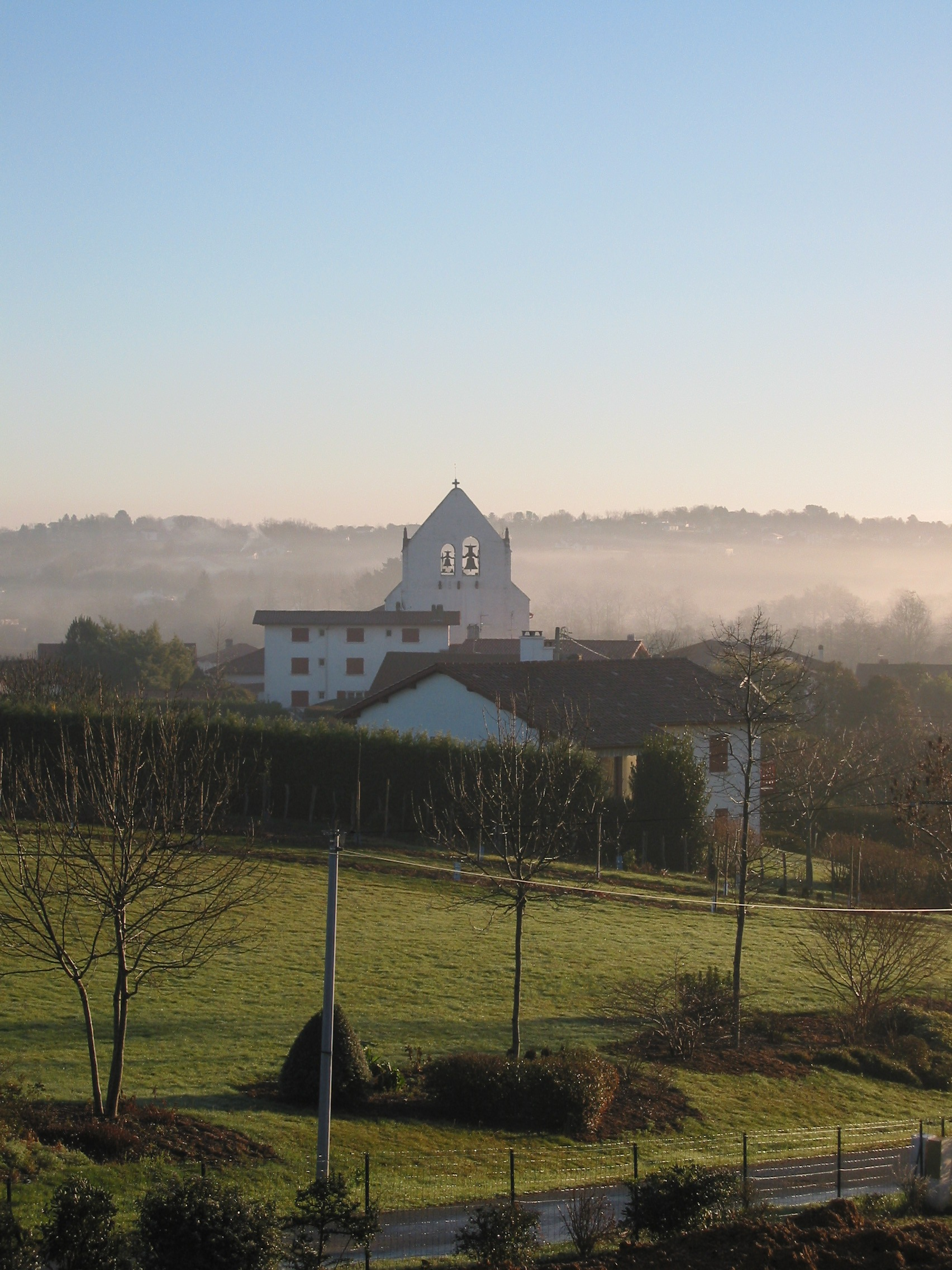
La chiesa (con campanile a vela)
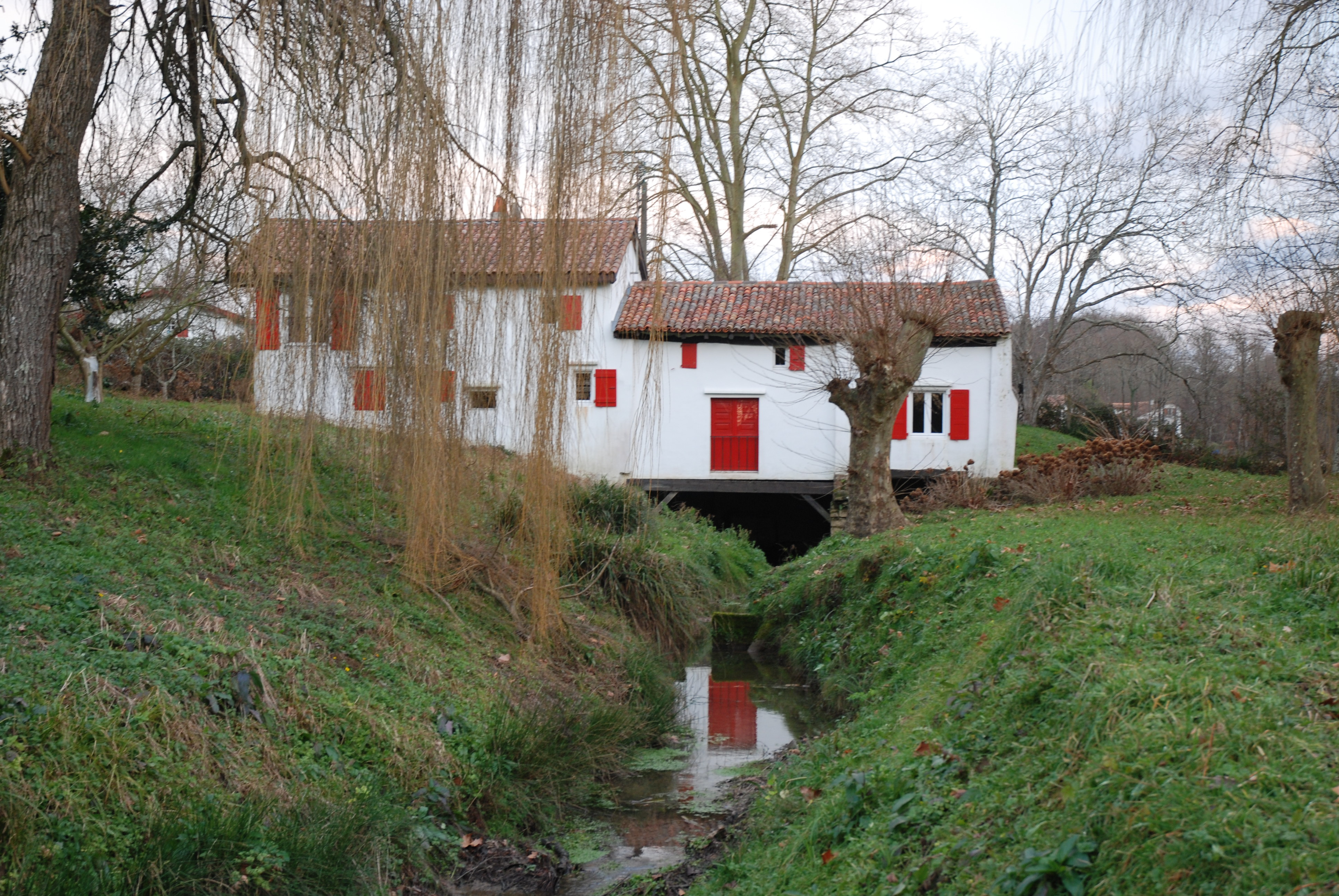
Mulino
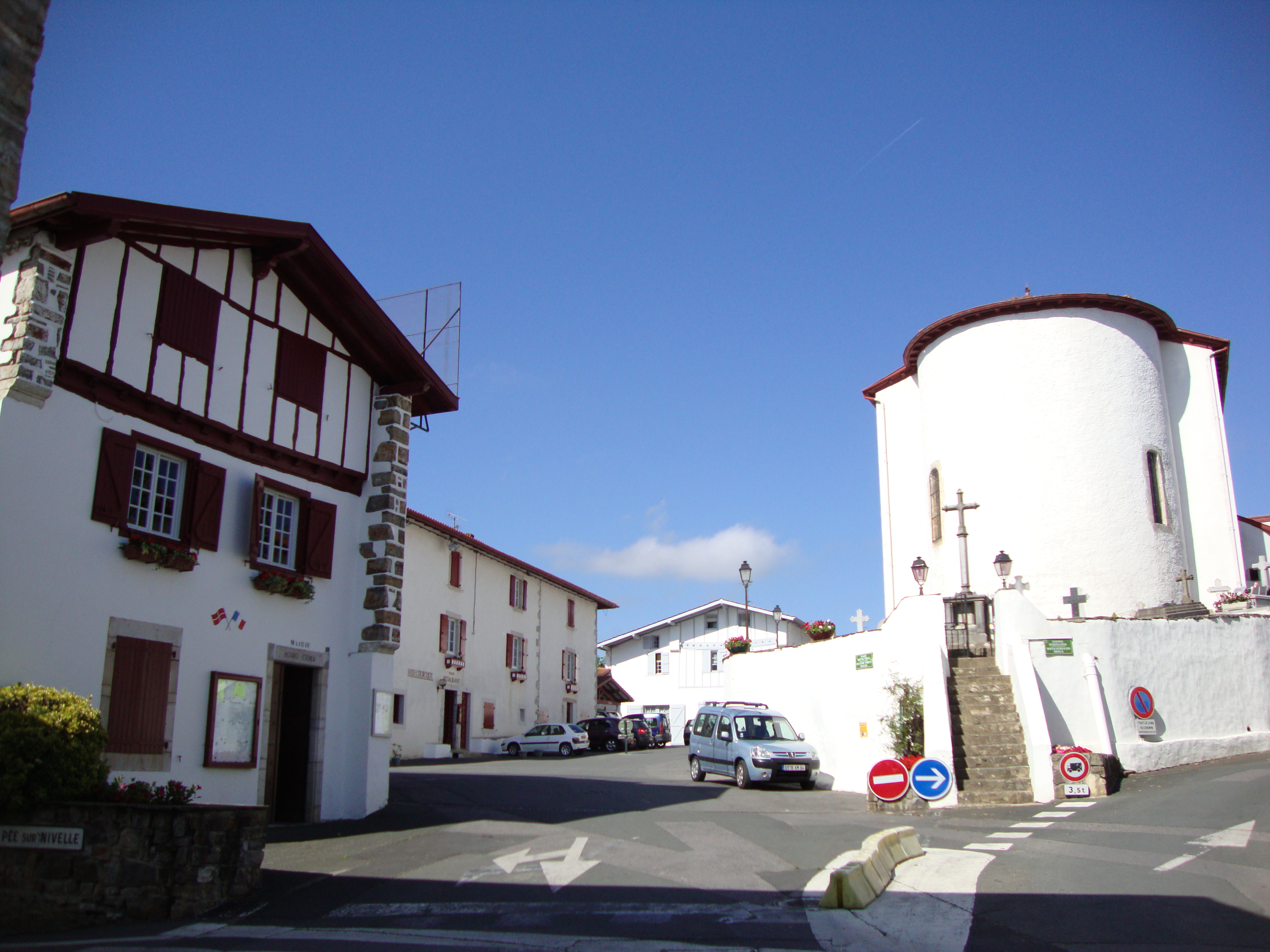
Piazza Mattin Trecu
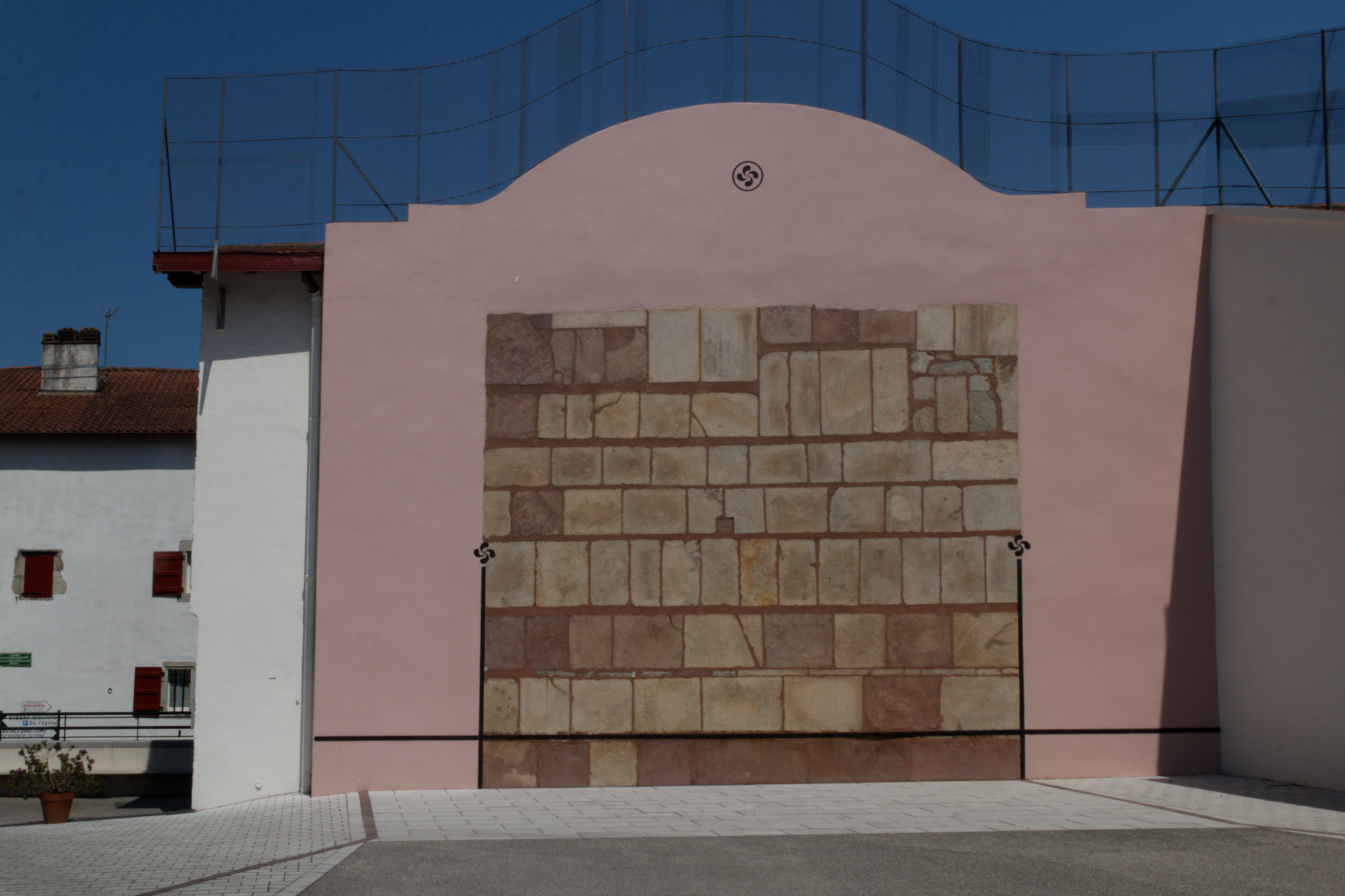
Muro della pelota